# Doryaspis
Doryaspis (van Grieks: δόρῠ dóru 'speer' en Grieks: ἀσπίς aspís 'schild') (ook bekend onder het synoniem 'Lyktaspis') is een geslacht van uitgestorven kaakloze vissen uit het Vroeg-Devoon. Er zijn fossielen gevonden op Spitsbergen.

## Kenmerken
Deze vissen hadden een rostrum dat compleet bezet was met stekels, zoals bij de huidige zaagvissen. De bek lag boven het rostrum, dat vermoedelijk een hydrodynamische functie zal hebben gehad. Een ander mogelijk gebruik van het rostrum was om prooien uit de bodem te wroeten.
Soorten uit dit geslacht hadden ongewoon lange 'vleugels' met tandvormige stekels op de voorranden, zijdelings van het kopschild, die het de vissen mogelijk maakten door het water te zweven. De verlengde snuit en de neerwaarts gebogen staart zullen er, in combinatie met de vleugels, voor gezorgd hebben dat het lichaam tijdens de voortbeweging omhoog werd gedrukt.
De dieren hadden een kanteelvormig lichaamspantser en hadden grote vertakkingsplaten die zich uitstrekten en naar beneden bogen in een driehoekige vorm, zeer vergelijkbaar met die van de pycnosteïden. Een element van de middelste mondplaten (die bij gnathostomen zouden overeenkomen met de onderlip of kin) steekt uit in een lang staafvormig aanhangsel, het pseudorostrum. De staart is lang en slank en heeft grote rijen dikke schubben.
Bij de typesoort Doryaspis nathorsti zijn de laterale randen van de vertakkingsplaten en van het pseudorostrum gekarteld. De tweede soort Doryaspis arctica is kleiner en heeft geen gekartelde randen.

## Paleoecologie
Vanwege zijn ongebruikelijke vorm wordt zijn ecologie betwist. Er zijn twee hypotheses over de levenswijze: of het een pelagische zwemmer aan de oppervlakte was of een benthische graver. Voor de pelagische levenswijze gebruikte hij meestal zijn staartvin om zich te verplaatsen. De vinvormige platen konden het effect van zweven versterken door het dragende oppervlak te vergroten. De waterstromen die door hun kieuwopeningen werden uitgestoten, stabiliseerden en controleerden de zijdelingse bewegingen. Anderzijds wordt de bentische graafhypothese ondersteund door de platte dorsale schijf. Door zich half ingegraven in het sediment te bewegen, konden ze voedingsdeeltjes filteren. De graaftheorie heeft echter een probleem, omdat de kieuwopeningen zich onderaan het lichaam hebben bevonden, waardoor verstikking kon plaatsvinden. De conclusie van een onderzoek in 2005 was dan ook dat de pelagische theorie beter onderbouwd is dan de gravende theorie. In verschillende artikelen wordt dit onderzoek echter ten onrechte aangehaald ter ondersteuning van de gravende theorie.

## Leefwijze
Het voedsel van Doryaspis bestond voornamelijk uit kreeftachtigen. De vissen, die waarschijnlijk actieve zwemmers waren, zullen zich tijdens de voortbeweging waarschijnlijk ook met plankton hebben gevoed.

## Vondsten
Fossiele vondsten werden gedaan op Spitsbergen.